# Iglesia de la Compañía (Cuzco)
La iglesia de la Compañía de Jesús es una iglesia católica levantada en la ciudad del Cusco, Perú. Está ubicada en la Plaza de Armas en el centro histórico del Cusco y fue construida en  el sitio del antiguo Amarucancha, que fue palacio del Inca Huayna Cápac.
Desde 1972 el inmueble forma parte de la Zona Monumental del Cusco declarada como Monumento Histórico del Perú. Asimismo, en 1983 al ser parte del casco histórico de la ciudad del Cusco, forma parte de la zona central declarada por la UNESCO como Patrimonio Cultural de la Humanidad.

## Historia
Los jesuitas llegaron al Perú el 29 de marzo de 1568 desembarcando en el puerto de El Callao e ingresaron a Lima el 1 de abril. El camino a Cusco lo realizaron el padre provincial Jerónimo Ruíz de Portilla acompañado de Luis López, Antonio Gonzáles Ocampo y tres sacerdotes más quienes partieron de Lima junto al Virrey Francisco de Toledo. Llegaron a la ciudad imperial el 12 de enero de 1571 antes que el virrey quien demoró atendiendo cuestiones de gobierno del país. Ya en el Cusco, el virrey Toledo autorizó la ocupación por los jesuitas del Amarucancha que pertenecía entonces a los herederos de Hernando Pizarro. El precio del inmueble ascendió a 12,000 pesos y fueron pagados en función de las donaciones hechas por Teresa Orgóñez, hija de Rodrigo Orgóñez - lugarteniente de Diego de Almagro - y su esposo Diego de Silva y Guzmán. El 17 de julio de 1571 se fundó el Colegio de la Transfiguración del Señor y la Iglesia de la Compañía de Jesús, iniciándose ese mismo año la edificación del primer edificio que sirvió como iglesia. Asimismo, cerca de la calle Intik'ijllu, construyeron la capilla de Nuestra Señora de Loreto destinada para los indios. Esta primera iglesia tenía fachada de estilo plateresco y el retablo principal fue iniciado por Bernardo Bitti. La iglesia fue considerada como una de las bellas e imponentes del Perú y llegó a ser la mayor que tenía la Compañía en el virreinato. Hacia 1631, se construyeron, además de la iglesia, portales sobre la plaza bajo el rectorado del sacerdote Luis Ferrer de Ayala. Esta iglesia sufrió grandes daños en el terremoto de 1650 y tuvo que ser demolida totalmente.

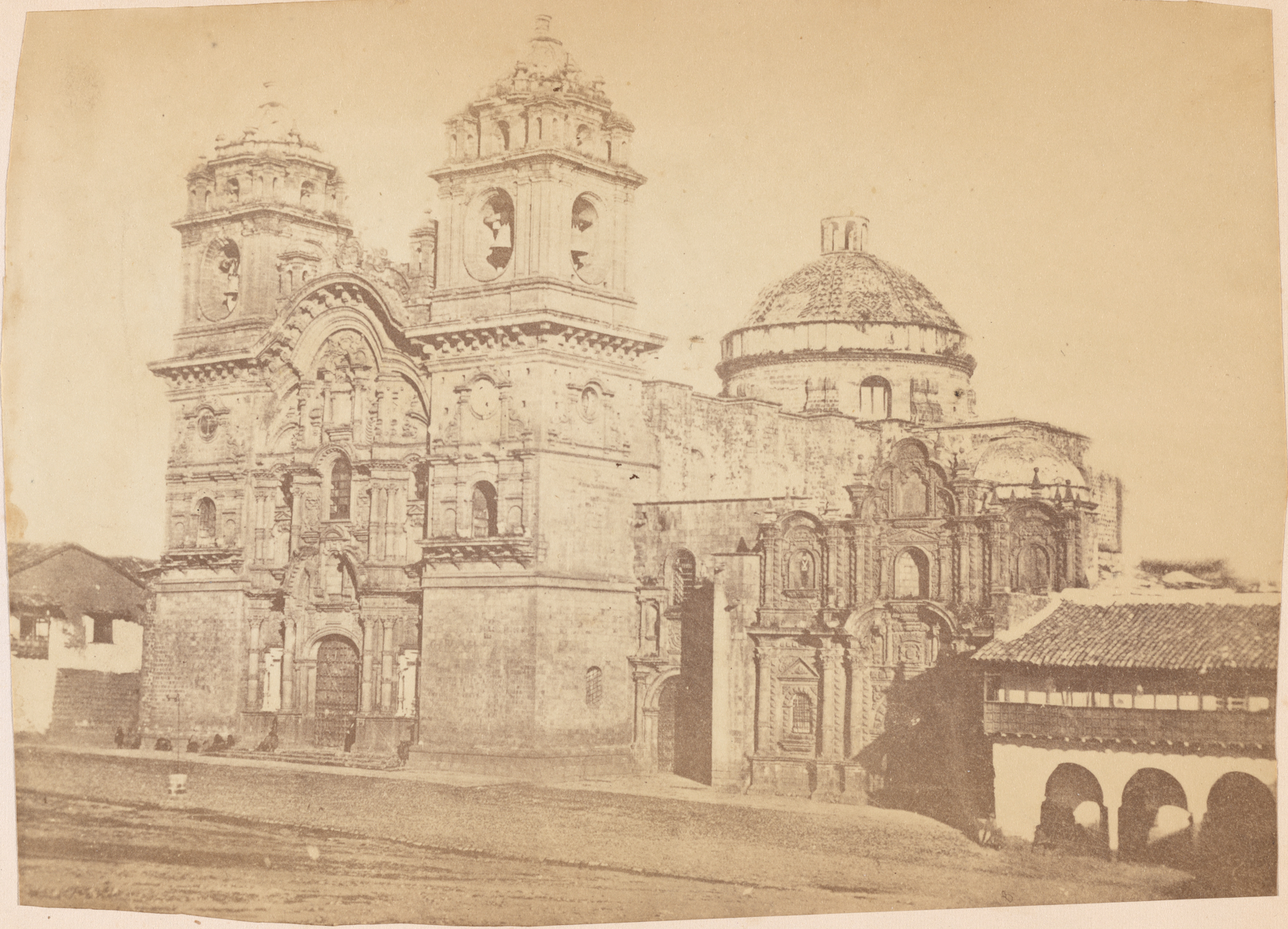
Imagen tomado en 1868, archivo de la Biblioteca Pública de Nueva York.

El nuevo proyecto contemplaba una iglesia mayor a la demolida con dos capillas laterales, tres puertas sobre la plaza y una campana de 100 quintales. La construcción se inició el 22 de agosto de 1651 y la bóveda de la nave se cerró en 1653 el mismo 22 de agosto. La orden pidió permiso al virrey Conde de Salvatierra para la utilización de la cantera de Pucyura la misma que fue concedida el 16 de septiembre de 1653. La construcción de la nueva iglesia enfrentó oposición debido a que los planos eran considerados atrevidos y que mermarían dignidad e importancia a la Catedral con la que guardaba muy poca distancia. La oposición escrita la formuló el bachiller Diego Arias de la Cerda el 22 de octubre de 1656 ante el virrey, quien emitió fallo favorable a los jesuitas. Esta decisión fue apelada por el Obispo del Cusco Pedro de Ortega Sotomayor ante la Real Audiencia mientras la construcción de la iglesia continuaba. La construcción duró 17 años y contó con la campana de 100 quintales que, no obstante, fue retirada en 1694 al rajarse.
Según Angles Vargas, en Noticias Cronológicas de la Gran Ciudad del Cuzco de Diego de Esquivel y Navia se encuentra la siguiente noticia sobre la culminación de la iglesia:

"Martes 24 de julio de 1668. Celebróse la traslación solemne de imágenes y reliquias y colación de la iglesia nueva de la Compañía de Jesús, cuyo título es la Transfiguración del Señor, con la fiesta del glorioso San Ignacio de Loyola, martes 31 de julio de 1668, en que hizo los oficios el venerable deán y Cabildo, y dijo la oración panegírica el doctor Don Eugenio Gómez de la Vaquera, canónigo de esta iglesia, con asistencia del Cabildo, clero y religiones, siendo rector de dicho colegio el padre Juan de Urquiza".

La iglesia se mantuvo bajo el poder de la orden jesuita hasta la expulsión ordenada por el rey Carlos III de España. Los jesuitas salieron del Cusco el 14 de septiembre de 1767. Fueron 41 religiosos quienes viajaron rumbo a Moquegua e Ilo y para ser trasladados a Lima y luego a Europa. Luego de ello, la iglesia se convirtió en la iglesia parroquial del Sagrario hasta el retorno de los jesuitas.
El terremoto de 1950 ocasionó daños parciales al edificio principalmente en la fachada y el coro. La torre oriental se derrumbó separándose del cuerpo de la iglesia luego que, desde 1940, se observara que la torre se inclinaba. Sin embargo, los daños principales los sufrió la cúpula que se abrió sin derrumbarse por completo. La iglesia fue restaurada.

## Fachada

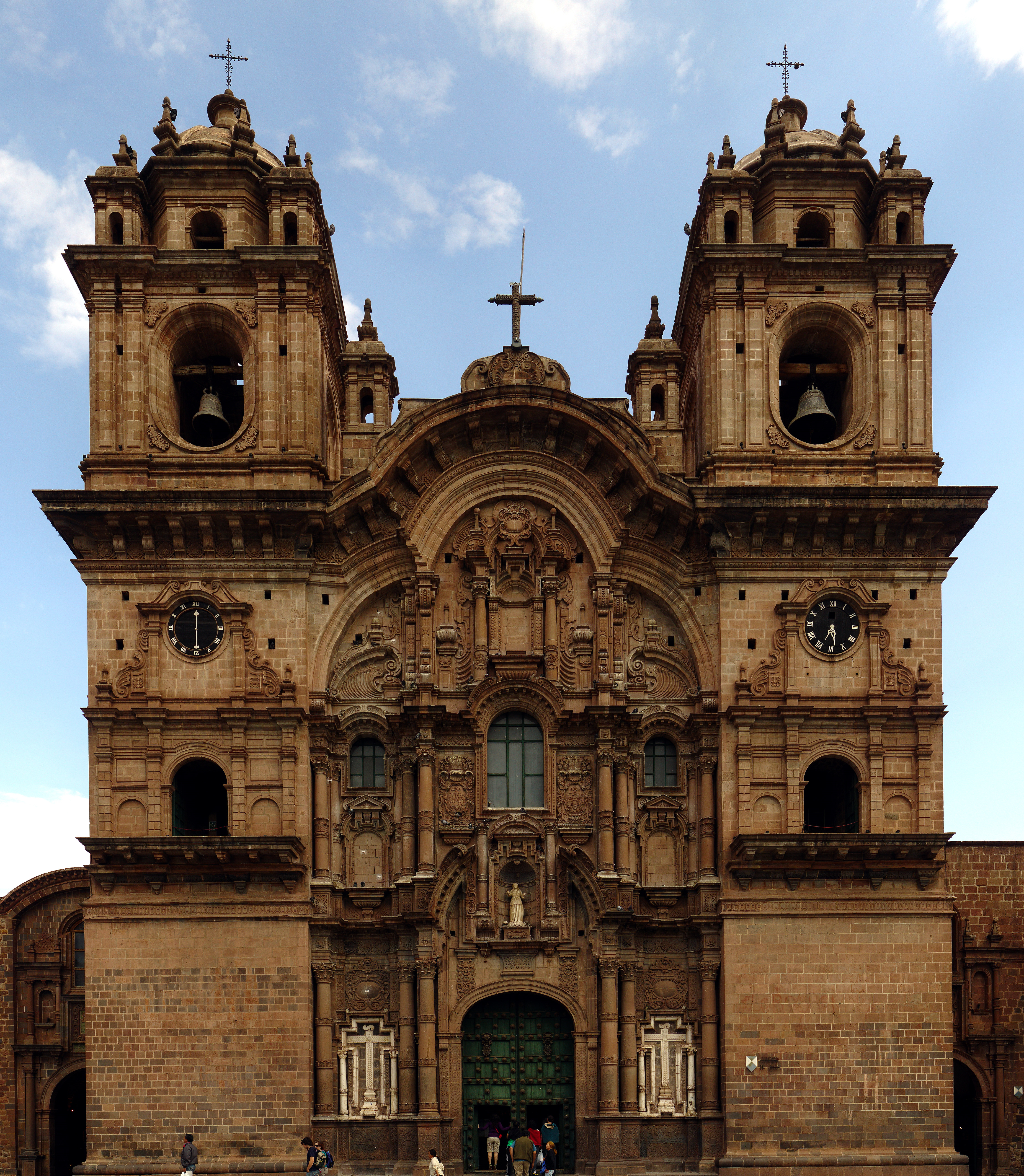
Detalle de la fachada de la iglesia

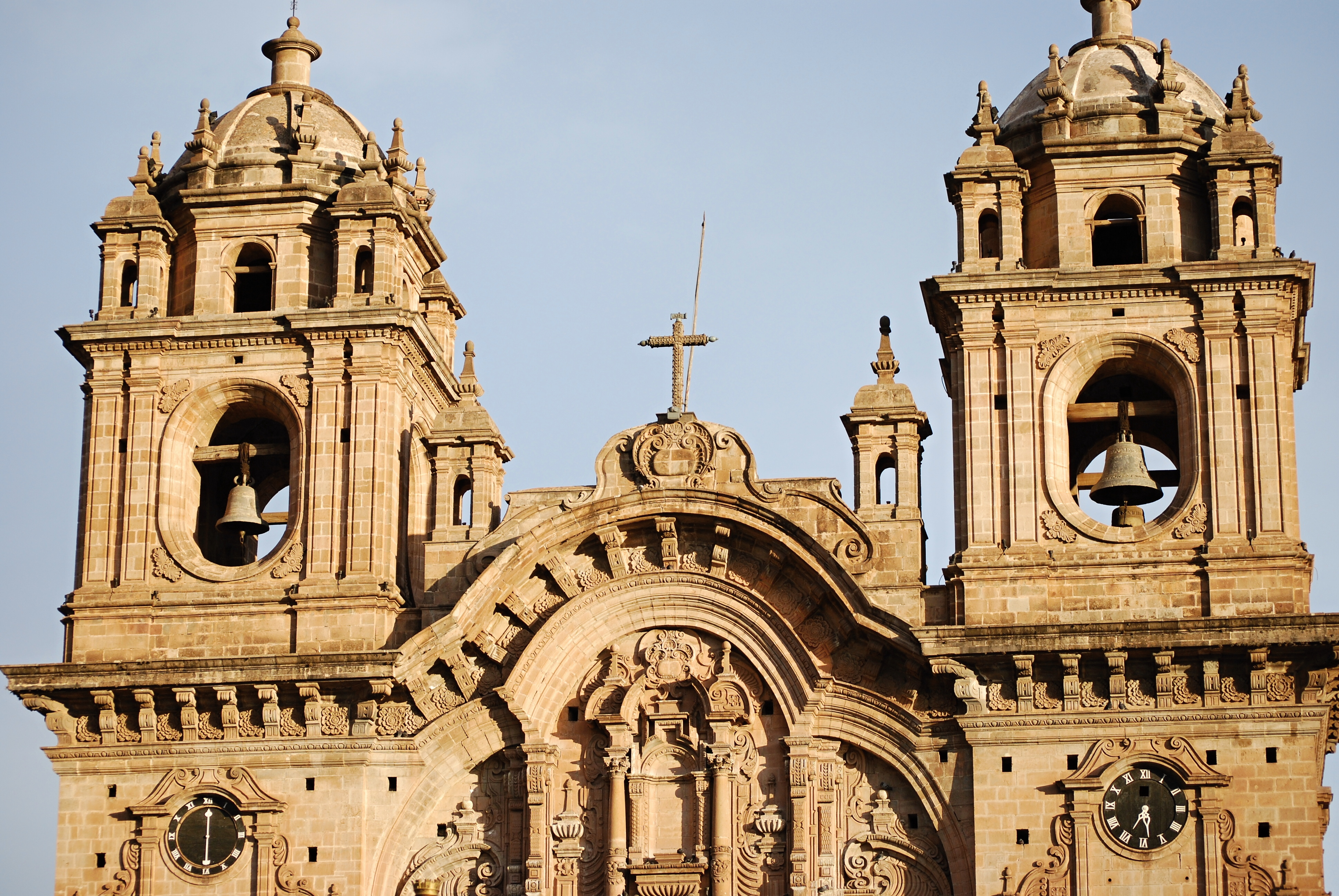
Detalle de los campanarios

La iglesia es totalmente de piedra, el material es basalto rosado y andesita. Tiene una sola nave y dos capillas laterales. La fachada principal es un ejemplo clásico del estilo barroco y consta de dos cubos laterales idénticos que se proyectan hacia los campanarios con una fachada central limitada por ambos. Las bases de los cubos son de planta rectangular sin adornos y concluyen hacia arriba en una cornisa. El tercio medio presenta una ventana central sobre la cornisa inferior que le da forma de balcón sin baranda. A cada lado hay dos pilastras falsas con su correspondiente entablamento. El vano ocupa el intercolumnio central y en cada uno de los intercolumnios laterales se abre una pequeña hornacina. Encima el falso entablamento corren otras dos falsas pilastras que en su tercio superior encierran el espacio para el reloj. Este cuerpo finaliza en una cornisa sostenida por vigas pétreas. El último tercio corresponde al campanario que tiene:
- Cuatro vanos con bordes alfeizados y de forma cuasi elíptica.
- Cuatro columnas que constituyen la armazón del campanario.
- Varias falsas pilastras que exornan a las anteriores columnas.
- Una cornisa que rodea por los cuatro lados.
- La cúpula del campanario con su capitel. Sobre la cornisa, en cada esquina hay una urna lítica y otra urna lítica central. Sobre la línea horizontal de la base de las urnas mencionadas, corren varios cupulines.

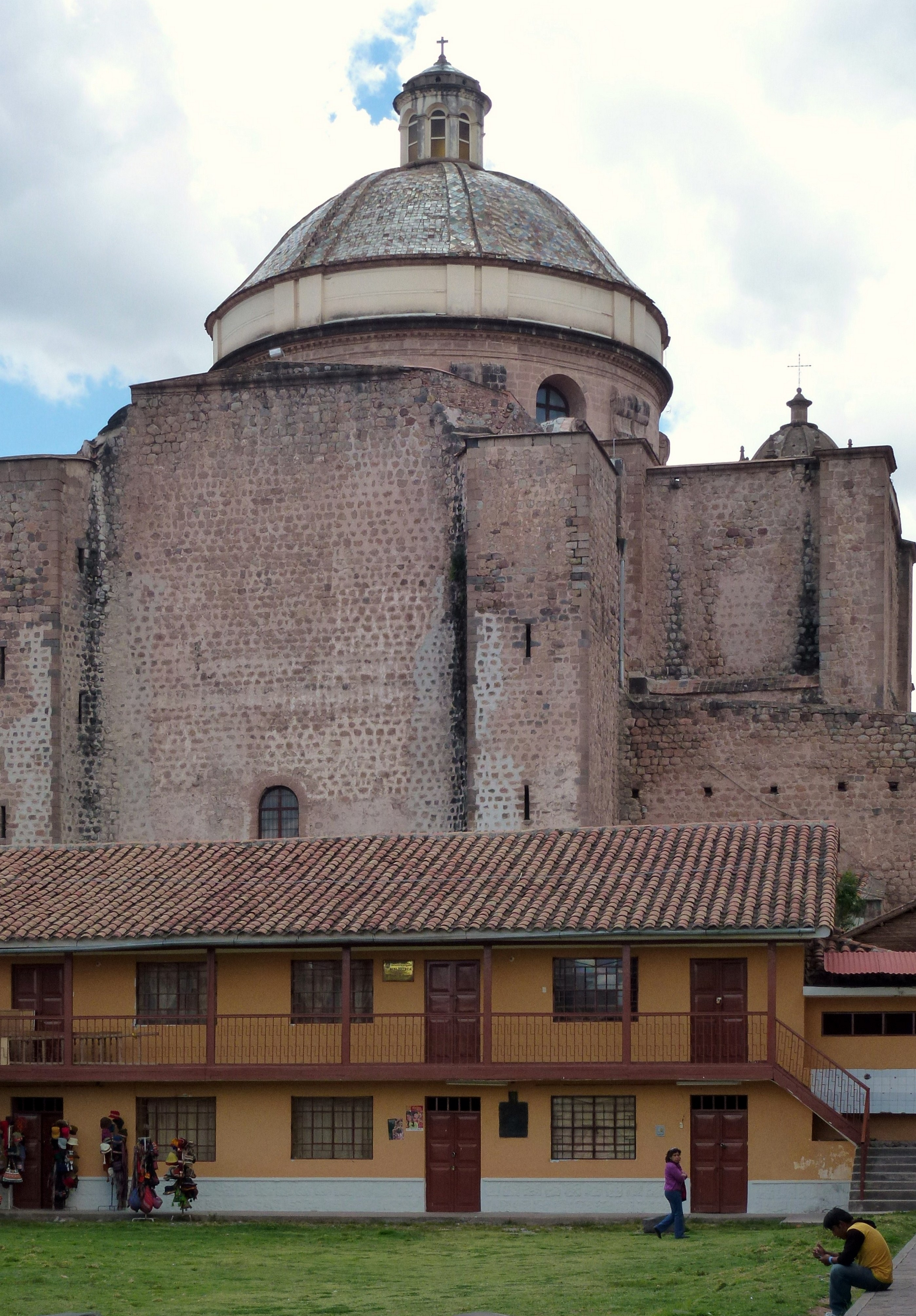
Cúpula de la iglesia de la Compañía.

La parte inferior de la fachada presenta una puerta grande con amplio vano que culmina en arco escarzano. Tres columnas corintias a cada lado de la puerta, dos de ellas juntas y próximas a la jamba de la puerta y otra separada. Las columnas tienen un pedestal común con zócalo, cornisa y basa más el falso entablamento superior, con arquitrabe, friso y cornisa.  Además cada columna presenta un anillos en los límites superior e inferior del tercio medio del fuste. En el espacio que corresponde a cada intercolumnio existe una cruz latina de berenguela blanca lo que la hace destacar del conjunto. Sobre la puerta se extiende una superficie rectangular con dos adornos laterales más uno central a manera de repisa. Sobre la repisa se aloja un pedestal con una hornacina que culmina en semibóveda. Dentro de la hornacina hay una estatua de la Virgen María en berenguela. A cada lado de esta hornacina hay una columna corintia. De los extremos internos de las cornisas se los entablamentos laterales sigue un arco de medio punto cortado en su porción central y superior.
La parte media de la fachada tiene una ventana central arriba de la estatua de la virgen que culmina en arco de medio punto. A ambos lados van adornos en alto relieve sobre sendos pedestales. A cada lado hay dos columnas corintias juntas, con pedestal y falso entablamento, los fustes con anillos. Avanzando a cada lado, se abren ventanas y abajo de cada una, una ventana simulada. Hacia fuera de la ventana, va una última columna casi junto a la torre..

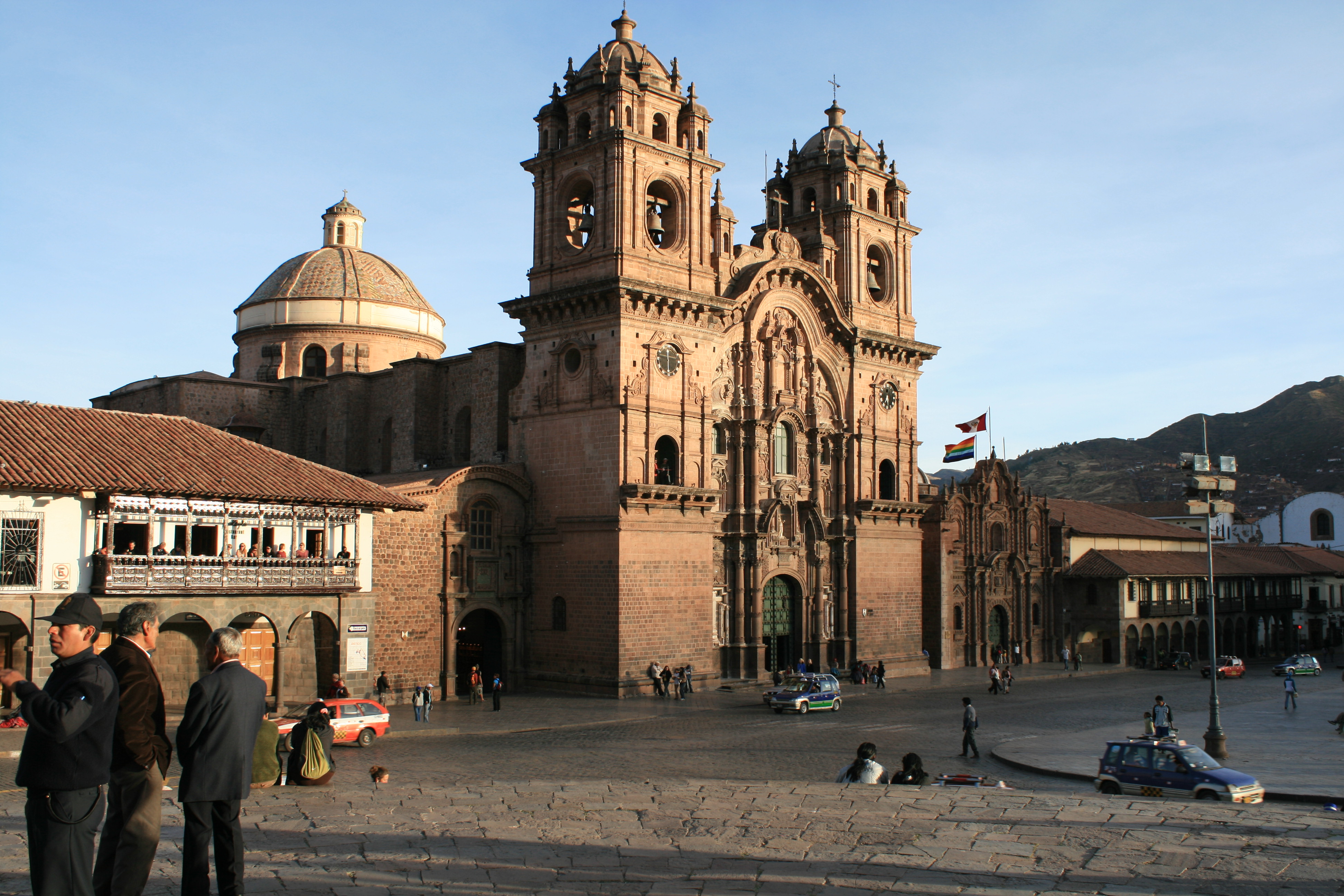
Vista lateral junto la cúpula sobresale hacia la Plaza Mayor de Cuzco.

La parte final de la fachada forma un trilóbulo. Los laterales son idénticos y contrarios en la disposición de los elementos. El central es un arco de mediopunto. En cada lóbulo lateral hay una concha estriada grande y adornos. Dentro del central corre un retablo compuesto de dos columnas corintias con complicado falso entablamento que culmina en medallón central sostenido por dos voladizos curvos. en el intercolumnio va un nicho con repisa inferior.

## Interior

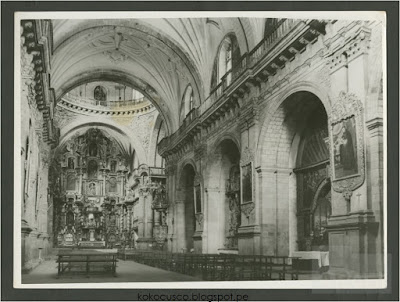
Parte interior de la iglesia de la Compañía, fotografía tomada en 1906.

Al ingresar a la iglesia, nos encontramos con la gran nave central cubierta con bóvedas de crucerías que descargan sus esfuerzos sobre muros de piedra de gran espesor, siguiendo el patrón de diseño de la Iglesia del Gesú en Roma, con su planta de cruz latina.
En el crucero, la iluminación cenital proveniente de la linterna de la cúpula de media naranja resalta el gran tratamiento decorativo en piedra que poseen las pechinas tanto de la cúpula como de las pilastras dejándonos ver la gran habilidad que poseían los canteros indígenas en la estereotomía de la piedra.
Finalmente llegamos al presbiterio donde se destaca el altar mayor conformado por un retablo de 21 metros de altura y 12 metros de ancho, tallado en cedro y dorado en su totalidad con hojas de oro. El mismo posee columnas salomónicas, una gran cantidad de pinturas, un lienzo central representando la Transfiguración de Jesús, una escultura de la Virgen de la inmaculada concepción, y diversos ornamentos y decoraciones realizadas con piedras preciosas que resaltan el estilo barroco del conjunto.

## Pintura

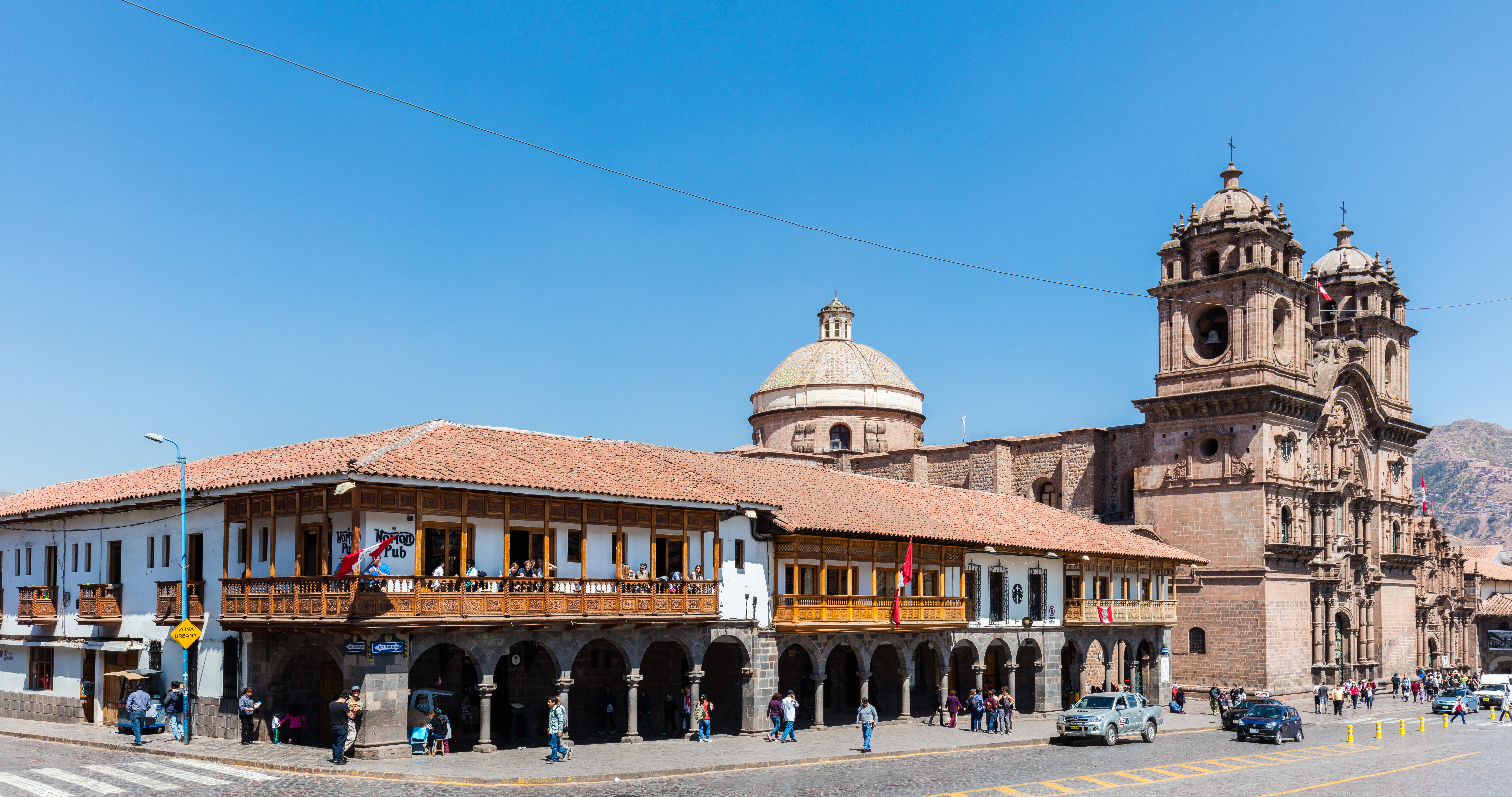
Vista lateral en tres cuartos de la iglesia.

La obra de arte más notable de la iglesia es una pintura que representa el matrimonio de Martín García de Loyola, sobrino de Ignacio de Loyola, con Beatriz Clara Coya. 
En la iglesia, hay pinturas y esculturas de Diego de la Puente, Marcos Zapata, y Cristo de Burgos.

## Capillas Laterales
El complejo incluye dos capillas ubicadas a ambos costados de la iglesia. La "capilla de indios" o "Capilla de La Virgen de Loreto" construida en 1571 y reconstruida luego del terremoto de 1650 y la capilla de San Ignacio al lado izquierdo de la iglesia que actualmente es sede de la Sociedad de Artesanos del Cusco.

#### Libros y publicaciones
- Angles Vargas, Víctor (1983). Historia del Cusco (Cusco Colonial) Tomo II Libro Primero. Lima: IndustrialGrafica.
- Kubler, George (1953). «Cuzco Reconstrucción de la ciudad y restauración de sus monumentos Informe de la misión enviada por la Unesco en 1951». UNESCO. Consultado el 26 de agosto de 2019.

- Datos: Q10974742
- Multimedia: Compañía de Jesus (Cusco) / Q10974742